# Ulanbay Gucheng
Ulanbay Gucheng (kinesiska: 乌拉泊古城) är en fornlämning i Kina. Den ligger i den autonoma regionen Xinjiang, i den nordvästra delen av landet, omkring 19 kilometer söder om regionhuvudstaden Ürümqi.
Runt Ulanbay Gucheng är det ganska glesbefolkat, med 47 invånare per kvadratkilometer. Närmaste större samhälle är Ürümqi, 19,5 km norr om Ulanbay Gucheng. Trakten runt Ulanbay Gucheng består i huvudsak av gräsmarker.
Genomsnittlig årsnederbörd är 314 millimeter. Den regnigaste månaden är april, med i genomsnitt 46 mm nederbörd, och den torraste är januari, med 10 mm nederbörd.